# Кузьниця (гміна Сульмежице)
Кузьниця (пол. Kuźnica) — село в Польщі, у гміні Сульмежиці Паєнчанського повіту Лодзинського воєводства.
Населення — 81 особа (2011).
У 1975-1998 роках село належало до Пйотрковського воєводства.

## Демографія
Демографічна структура станом на 31 березня 2011 року:
|          | Загалом | Допрацездатний вік | Працездатний вік | Постпрацездатний вік |
| -------- | ------- | ------------------ | ---------------- | -------------------- |
| Чоловіки | 40      | 6                  | 28               | 6                    |
| Жінки    | 41      | 7                  | 13               | 21                   |
| Разом    | 81      | 13                 | 41               | 27                   |